# جورج د. أوبراين
جورج د. أوبراين (بالإنجليزية: George D. O’Brien) هو محامي وسياسي أمريكي، ولد في 1900 في ديترويت في الولايات المتحدة، وتوفي في 25 أكتوبر 1957 في واشنطن العاصمة في الولايات المتحدة. نشط حزبياً في الحزب الديمقراطي.

## مناصب
- انتخب عضو مجلس النواب الأمريكي وقد انضم خلال فترته النيابية (3 يناير 1949 – 3 يناير 1955)  للكتلة البرلمانية الحزب الديمقراطي.
- انتخب مندوب [الإنجليزية]‏ (1944 – ).
- انتخب عضو مجلس النواب الأمريكي وقد انضم خلال فترته النيابية (3 يناير 1941 – 3 يناير 1947)  للكتلة البرلمانية الحزب الديمقراطي.
- انتخب عضو مجلس النواب الأمريكي وقد انضم خلال فترته النيابية (3 يناير 1937 – 3 يناير 1939)  للكتلة البرلمانية الحزب الديمقراطي.